# Оливер, Динна
Динна Оливер (род 27 сентября 1952) — американская актриса и писатель. Родом из Спокана, штат Вашингтон . Голосом Динны Оливер говорит Тостера в мультфильме «Отважный маленький тостер» (1987) и его продолжениях. Кроме того, она была сценаристом мультсериалов Аниманьяки (1993) и Приключения мультяшек (1990). В паре с Шерри Стоунер работала над фантастической комедией студии Universal «Каспер» (1995) и фильмом «Мой любимый марсианин» студии Диснея (1999).
В 2010 году появилась в Калифорнийском государственном университете в Нортридже с режиссёром Джерри Рисом, чтобы обсудить создание фильма «Отважный маленький тостер». У неё есть сын, которого, по словам Оливер, отправили служить в Афганистан за несколько месяцев до интервью. На церемонии развертывания некоторые из солдат, которые были поклонниками фильма, принесли с собой свои тостеры, чтобы она оставила на них автограф.
Помимо написания сценариев анимационных фильмов, в настоящее время Динна Оливер преподает и руководит шоу на главной сцене The Groundlings Theatre в Голливуде.